# Tre år efter
Tre år efter er en dansk film fra 1948. Ætsende ironisk drama om værnemagerens situation tre år efter krigsophøret.
- Manuskript Soya og Fleming Lynge
- Instruktion Johan Jacobsen

Blandt de medvirkende kan nævnes:
- Angelo Bruun
- Ib Schønberg
- Karin Nellemose
- Lily Weiding
- Hans Henrik Krause
- Svend Methling
- Jørgen Reenberg
- Knud Heglund
- Karen Lykkehus
- Mogens Brandt
- Else Jarlbak
- Karl Gustav Ahlefeldt
- Henry Nielsen
- Einar Juhl
- Kjeld Petersen
- Buster Larsen
- Ove Sprogøe
- Asbjørn Andersen
- Sigurd Langberg